# Ribes japonicum
Ribes japonicum är en ripsväxtart som beskrevs av Carl Maximowicz. Ribes japonicum ingår i släktet ripsar, och familjen ripsväxter. Inga underarter finns listade i Catalogue of Life.

## Bildgalleri

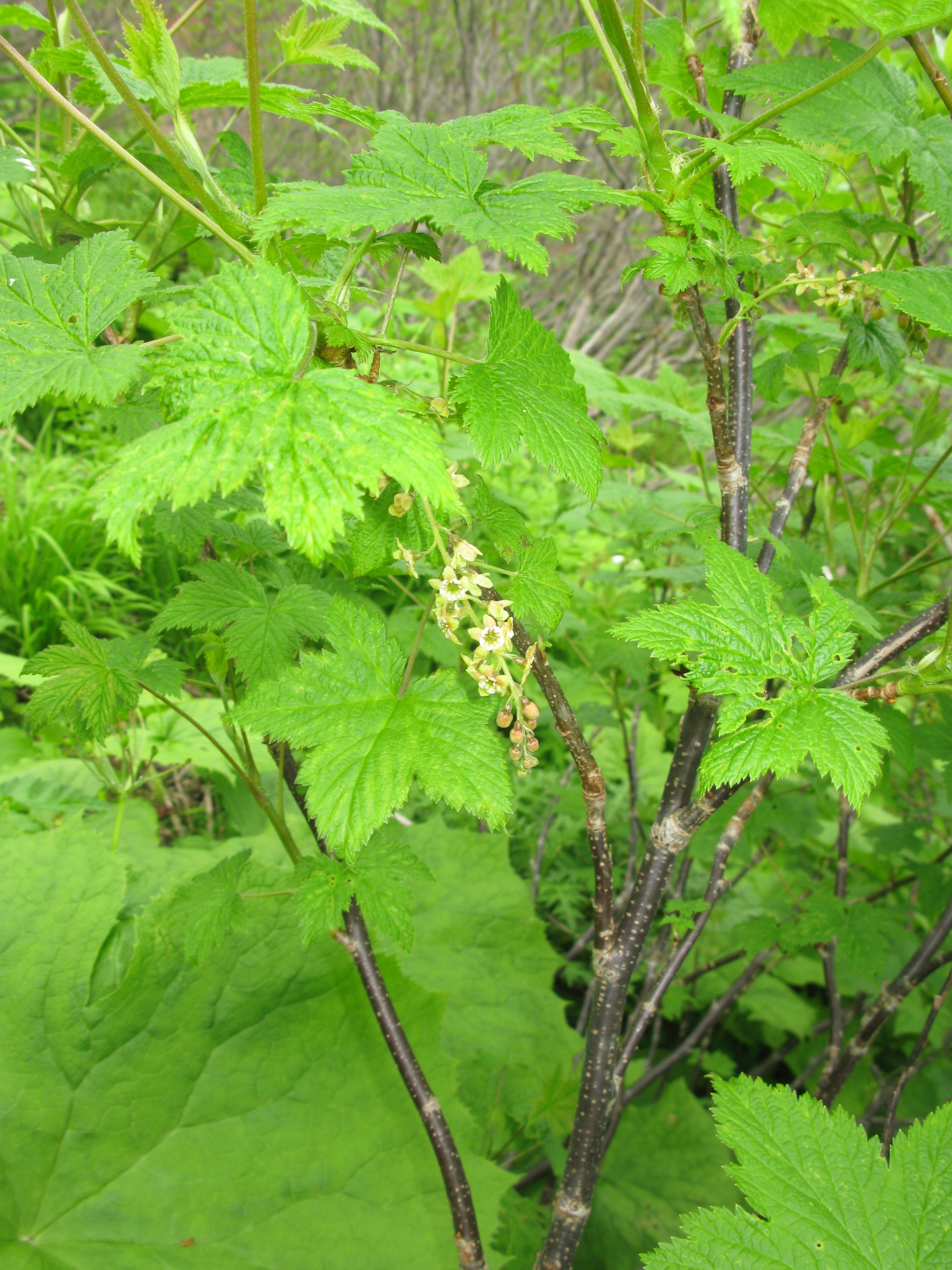
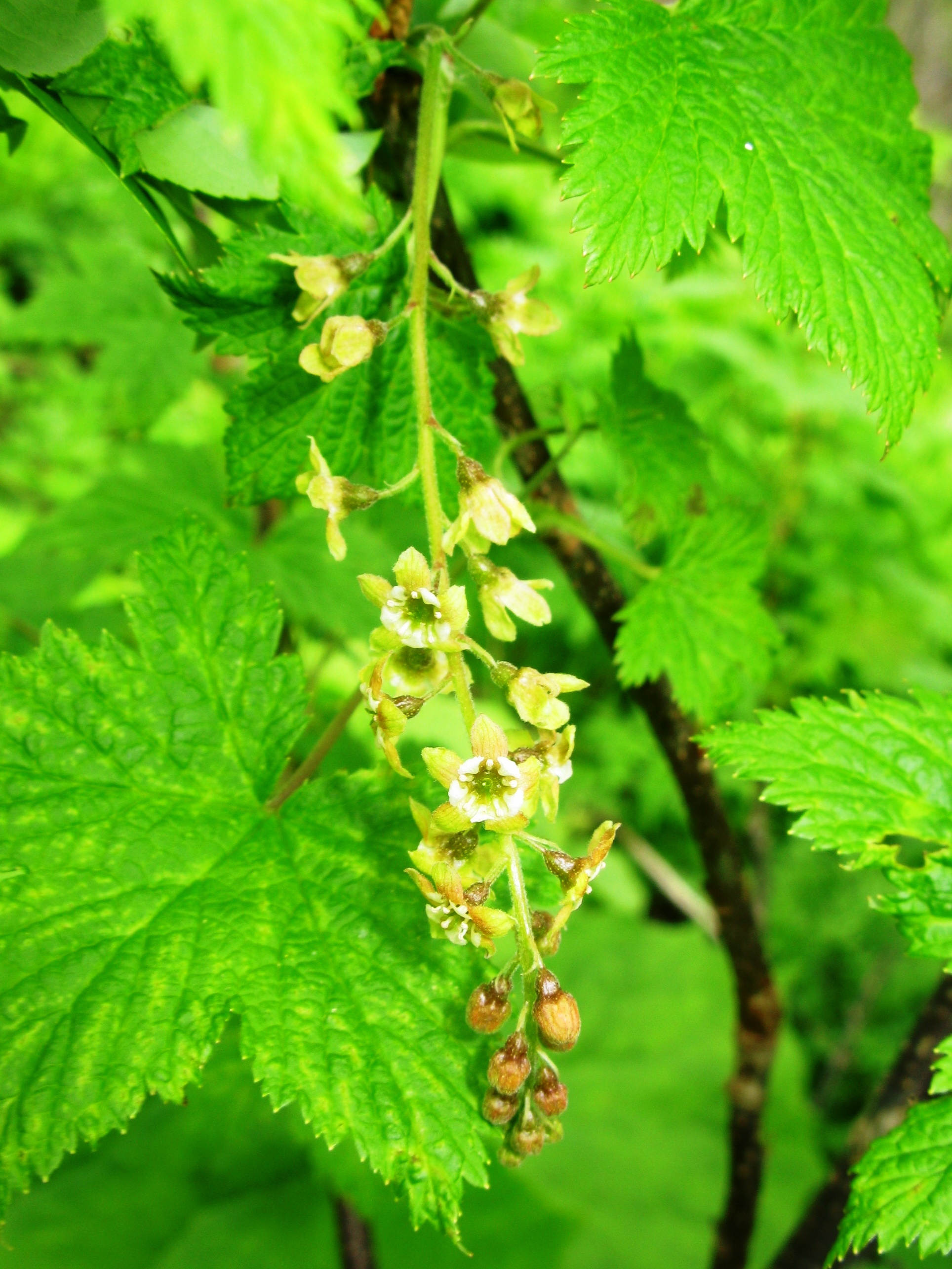
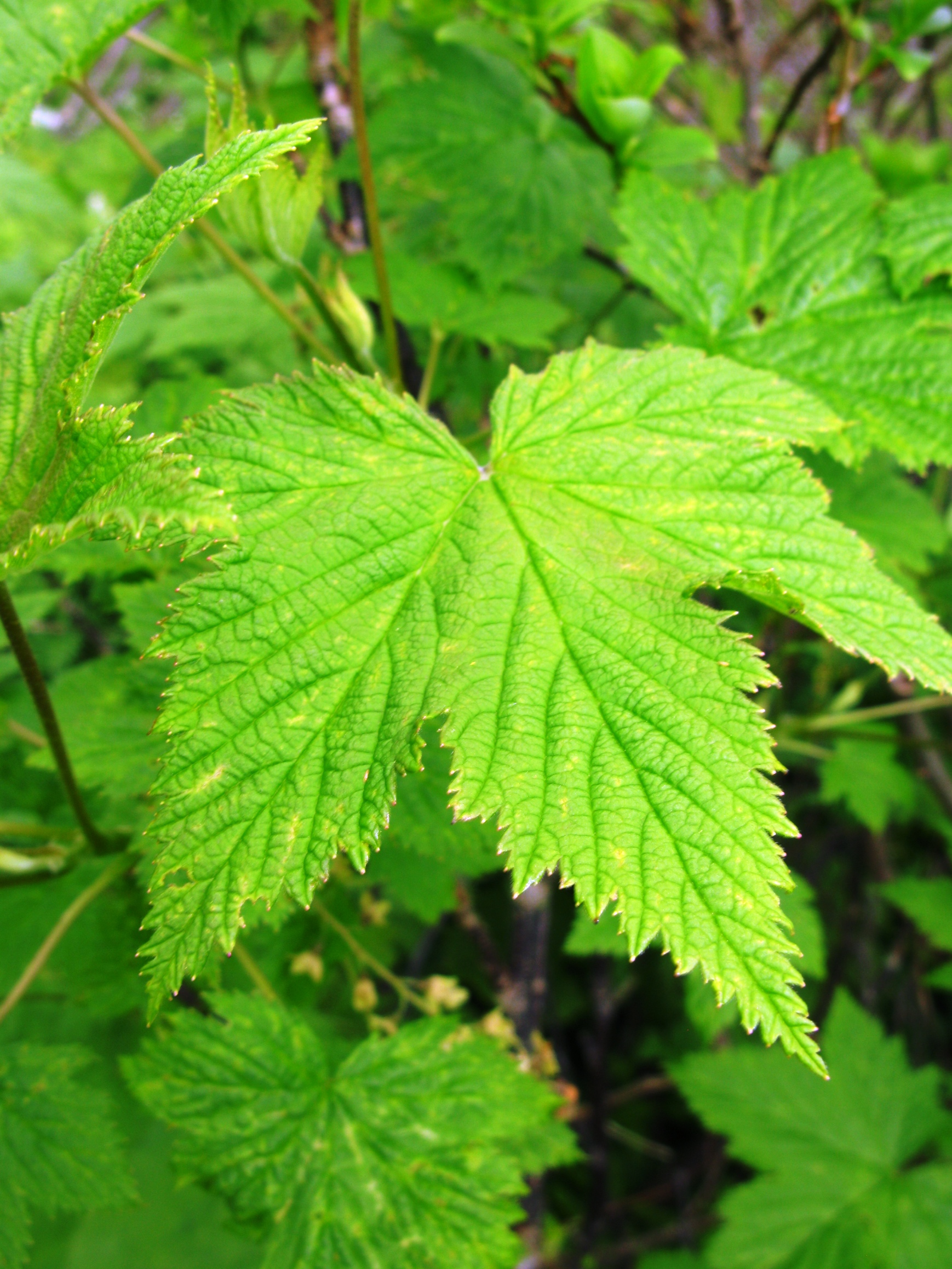